# 정글리스트
정글리스트(Junglist)는 정글 또는 드럼 앤 베이스를 즐겨듣는 사람들을 가리키는 속어이다. "오리지널 정글리스트(original junglists)", "정글 솔져스(jungle soldiers)"와 같은 정글 곡에서 가지고 온 용어이다. 정글리스트는 보통 오늘날의 드럼 앤 베이스보다는 골디(Goldie), 레드로즈(Redrose), 샤이 FX(Shy FX)와 같은 올드스쿨 정글과 레게 정글을 좋아하는 경향이 있다.